# Blue Origin NS-19
Blue Origin NS-19 var bemannade flygning av Blue Origins New Shepard. Farkosten sköts upp på en kastbanefärd från Corn Ranch i Texas, den 11 december 2021.
Laura Shepard Churchley är dotter till Alan Shepard, den förste amerikanen i rymden.

## Besättning
| Turist | Laura Shepard Churchley |
| Turist | Michael Strahan         |
| Turist | Dylan Taylor            |
| Turist | Evan Dick               |
| Turist | Lane Bess               |
| Turist | Cameron Bess            |